# (9883) Veecas
(9883) Veecas, désignation provisoire 1994 TU1, est un astéroïde de la ceinture principale découvert en 1994.

## Description
(9883) Veecas a été découvert le 8 octobre 1994 à Camarillo (États-Unis) par John E. Rogers.

### Caractéristiques orbitales
L'orbite de cet astéroïde est caractérisée par un demi-grand axe de 2,35 UA, un périhélie de 2,01 UA, une excentricité de 0,14 et une inclinaison de 6,88° par rapport à l'écliptique. Du fait de ces caractéristiques, à savoir un demi-grand axe compris entre 2 et 3,2 UA et un périhélie supérieur à 1,666 UA, il est classé, selon la JPL Small-Body Database, comme objet de la ceinture principale.

### Caractéristiques physiques
(9883) Veecas a une magnitude absolue (H) de 14,9 et un albédo estimé à 0,179.

## Étymologie
Cet astéroïde est nommé en l'honneur de la Ventura County Astronomical Society.